# RTBDN
RTBDN (англ. Retbindin) – білок, який кодується однойменним геном, розташованим у людей на короткому плечі 19-ї хромосоми. Довжина поліпептидного ланцюга білка становить 229 амінокислот, а молекулярна маса — 24 615.
| 10         |  | 20         |  | 30         |  | 40         |  | 50         |
| ---------- |  | ---------- |  | ---------- |  | ---------- |  | ---------- |
| MDCRVHMRPI |  | GLTWVLQLTL |  | AWILLEACGG |  | SRPLQARSQQ |  | HHGLAADLGK |
| GKLHLAGPCC |  | PSEMDTTETS |  | GPGNHPERCG |  | VPSPECESFL |  | EHLQRALRSR |
| FRLRLLGVRQ |  | AQPLCEELCQ |  | AWFANCEDDI |  | TCGPTWLPLS |  | EKRGCEPSCL |
| TYGQTFADGT |  | DLCRSALGHA |  | LPVAAPGARH |  | CFNISISAVP |  | RPRPGRRGRE |
| APSRRSRSPR |  | TSILDAAGSG |  | SGSGSGSGP  |  |            |  |            |

A: Аланін

C: Цистеїн

D: Аспарагінова кислота

E: Глутамінова кислота

F: Фенілаланін

G: Гліцин

H: Гістидин

I: Ізолейцин

K: Лізин

L: Лейцин

M: Метіонін

N: Аспарагін

P: Пролін

Q: Глутамін

R: Аргінін

S: Серин

T: Треонін

V: Валін

W: Триптофан

Задіяний у такому біологічному процесі, як альтернативний сплайсинг. 
Локалізований у клітинній мембрані, мембрані, позаклітинному матриксі.
Також секретований назовні.